# Amien Rais
Muhammad Amien Rais né le 26 avril 1944 à Surakarta, est un homme politique indonésien,.

## Biographie
Il était l'un des leaders du mouvement de réforme qui a forcé la démission du président Suharto en 1998,. Amien Rais a été le chef de Muhammadiyah, l'une des deux plus grandes organisations musulmanes d'Indonésie, de 1995 à 2000. Il a été président de l'Assemblée délibérative du peuple (MPR) de 1999 à 2004. Au cours de sa présidence, le MPR a adopté une série d'Amendements à la constitution de l'Indonésie. Ces amendements, entre autres, ont établi des élections présidentielles directes, une limite de mandat présidentiel (deux mandats) et la cour constitutionnelle.